# Göttinger Musenalmanach

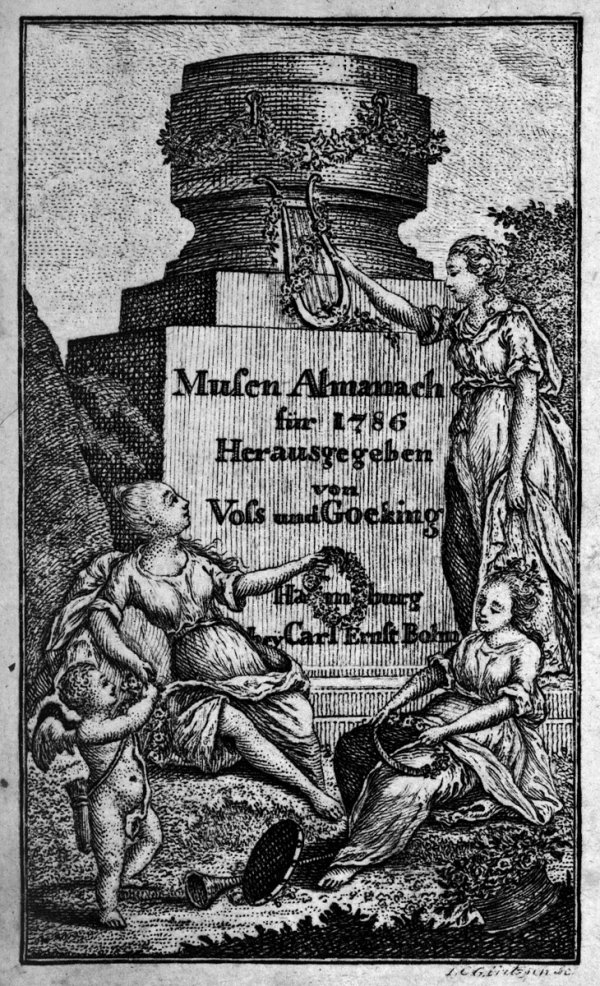
Titel 1786

Göttinger Musenalmanach ist der Titel zweier vom 18. bis 20. Jahrhundert erschienener deutscher Literaturzeitungen.
Eine Reihe literarischer Zeitungen des 18. und 19. Jahrhunderts trug den Ausdruck Musen-Almanach im Titel, der sich von den Musen, dem Gefolge des Griechischen Gottes Apollon, dem arabischen Ausdruck al manha für Geschenk oder Neujahrsgeschenk und der seit dem späten 17. Jahrhundert belegten, dem Selbstverständnis der akademischen Jugend entsprechenden Bezeichnung als Musensöhne (auch Musen-Söhne) herleitet. In der Regel waren das Zeitungen mit literarischen Nachrichten, Rezensionen und Möglichkeiten zur Erstveröffentlichung eigener Werke.

## Göttinger Musenalmanach (1770–1807)
1770 erschien bei Johann Christian Dieterich in Göttingen der erste Jahrgang. Begründet hatten ihn Heinrich Christian Boie und Friedrich Wilhelm Gotter, später wurde der auch als Poetische Blumenlese betitelte Göttinger (gelegentlich auch Göttingenscher) Musenalmanach von Karl Reinhard übernommen.
Der letzte Jahrgang erschien 1807. Weitere Herausgabeorte waren Waldeck und Münster.
Der Göttingische Musenalmanach entstand im Umfeld des Göttinger Hainbundes, eines Zusammenschlusses von Literaten der Sturm-und-Drang-Zeit. Mitglieder waren neben Boie, Carl Christian Clauswitz, Carl Friedrich Cramer, Christian Hieronymus Esmarch, Schack Hermann Ewald, Leopold Friedrich Günther von Goeckingk, Johann Friedrich Hahn, Ludwig Christoph Heinrich Hölty, Johann Anton Leisewitz, Johann Martin Miller, die Grafen zu Stolberg, Johann Heinrich Voß und Johann Thomas Ludwig Wehrs.

## Göttinger Musenalmanach (1896–1905)

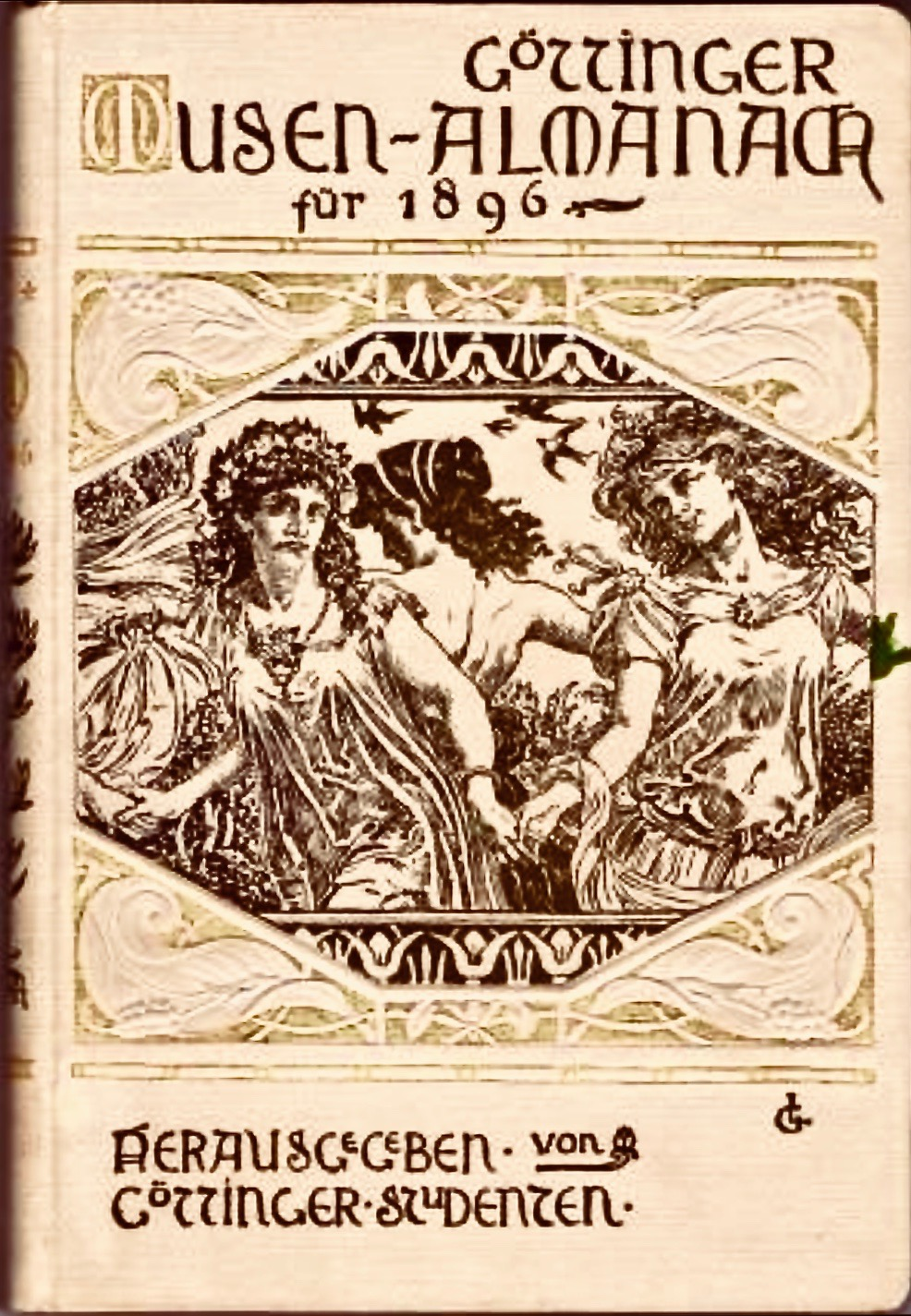
Titel 1896

Anknüpfend an diese Tradition erschien 1896 ein Göttinger Musen-Almanach für 1896. Herausgegeben von Göttinger Studenten (Redaktion: Karl von Arnswaldt) in der Dieterich’schen Verlagsbuchhandlung in Göttingen. Börries Freiherr von Münchhausen übernahm die Redaktion des Göttinger Musenalmanachs für 1898. Herausgegeben von Göttinger Studenten, der – wie die folgenden – im Verlag Lüder Horstmann in Göttingen erschien. Der Göttinger Musenalmanach für 1900. Herausgegeben von Göttinger Studenten, den Levin Ludwig Schücking redaktionell betreute, erschien im gleichen Verlag schon 1899. Die beiden folgenden Ausgaben, der Göttinger Musenalmanach für 1901 und der Göttinger Musenalmanach für 1905, nennen als Herausgeber nicht mehr Göttinger Studenten, sondern Börries Freiherr von Münchhausen. Der letzte nachweisbare von Studenten herausgegebene Göttinger Musenalmanach 1947 (mit einem Vorwort von Horst Ziegler) erschien im Verlag der Göttinger Universitätszeitung GmbH in Göttingen.

## Ausgaben
Fünf Faksimiles von Göttinger Musenalmanachen (1771, 1772, 1774, 1778 und 1793) stellt der Förderverein Gottfried August Bürger Molmerswende e. V. in seiner ONLINE-BIBLIOTHEK bereit:
- Musen Almanach A MDCCLXXI (PDF-Datei; 14,68 MB)
- MVSENALMANACH MDCCLXXII (PDF-Datei; 15,93 MB)
- Musen Almanach A MDCCLXXIV – wegen Gottfried August Bürgers „Lenore“ von besonderer Bedeutung. (PDF-Datei; 15,24 MB)
- Musen Almanach A MDCCLXXVIII (PDF-Datei; 11,41 MB)
- MVSEN ALMANACH 1793 – enthält insbesondere politische Gedichte von G.A. Bürger. (PDF-Datei; 13,49 MB)